# Lipkius holthuisi
Lipkius holthuisi är en kräftdjursart som beskrevs av Yaldwyn 1960. Lipkius holthuisi ingår i släktet Lipkius och familjen Nematocarcinidae. Inga underarter finns listade i Catalogue of Life.